# Казе Гацола-Борго (Тревизо)
Казе Гацола-Борго је насеље у Италији у округу Тревизо, региону Венето.
Према процени из 2011. у насељу је живело 68 становника. Насеље се налази на надморској висини од 103 м.